# Nyla Rose
Nyla Rose – amerykańska aktorka oraz wrestlerka. Obecnie podpisana jest z All Elite Wrestling (AEW), pod pseudonimem Nyla Rose. Jest byłą mistrzynią świata kobiet AEW.
Rose jest osobą transseksualną.

## Kariera wrestlera

### AEW (2019-obecnie)

#### Debiut (2019)
Kontrakt z federacją podpisała w lutym 2019 roku. Zadebiutowała w fatal 4-way matchu przeciwko Awesome Kong (która została dodana w ostatniej chwli), DMD oraz Kylie Rae, który wygrała DMD.
Podczas Fyter Fest została pokonana przez Riho, w triple therart, w którym również brała udział Yuka Sakazaki. Po meczu zaatakowała obie panie. W sierpniu wygrała Battle Royal, aby wziąć udział w meczu o pierwszą mistrzynię kobiet świata AEW. 2 października na Dynamite, została pokonana przez Rhio w walce o tytuł. Po walce zaatakowała nową mistrzynię.

#### Mistrzyni kobiet i sojusz z Vickie Gurrero (od 2020)
12 lutego pokonała Riho, aby wygrać swój pierwszy tytuł w ważnej promocji, czyli AEW World Women's Championship. 29 lutego, na Revolution pokonała Kristen Stadtlander, aby zachować tytuł. 23 maja straciła tytuł na rzecz Hikaru Shida, kończąc panowanie po 101 dniach, najkrótszym jak dotąd. 15 lipca ogłosiła Vickie Gurrero jako swoją menadżerkę. Na Full Gear 2020 nie udało jej się odzyskać mistrzostwa od Shidy.
W lutym 2021 wzięła udział AEW Women's World Championship Eliminator Tournament, który miał za zadanie wyłonić pretendentkę do mistrzostwa kobiet AEW. Dotarła do finałów, gdzie uległa Ryo Mizunami na Dynamite, 3 marca.

## Życie osobiste
Nyla Rose jest osobą transeksualną. Jest z dziedzictwa Oneida.

## Filmografia
| Rok  | Film/Serial | Rola |
| ---- | ----------- | ---- |
| 2016 | The Switch  | Sü   |

## Mistrzostwa i osiągnięcia
- All Elite Wrestling (AEW)
  - AEW World Women's Championship (1 raz)[11]
  - Women's Casino Battle Royale (2019)
- Covey Promotions
  - CP Women's Championship (3 razy)[11]
- Pro Wrestling Illustrated
  - Miejsce 16 ze 100 najlepszych zapaśniczek w PWI Women's 100 w 2020 roku
- United Pro Wrestling Association
  - UPWA Women's Championship (1 raz)[11]
- Warriors Of Wrestling
  - WOW Women's Championship (2 razy)
- World Domination Wrestling Alliance
  - WDWA West Virginia Championship (1 raz)